# Giao Linh (ca sĩ)
Giao Linh (tên khai sinh: Đỗ Thị Sinh, sinh ngày 8 tháng 9 năm 1949) là một nữ ca sĩ nhạc vàng nổi tiếng người Việt Nam, bà thành danh từ những năm gần cuối thập niên 60 tại Sài Gòn. Bà được báo chí thời đó mệnh danh là "Nữ hoàng sầu muộn" do tiếng ca và phong cách biểu diễn trầm buồn của bà. Vào năm 1987, Giao Linh cộng tác với ca sĩ Tuấn Vũ tạo nên một cặp song ca cực kỳ nổi tiếng trong làng băng đĩa.

## Tiểu sử
Bà sinh ra tại Sài Gòn trong một gia đình nghèo gồm bảy anh chị em nhưng không ai tham gia lĩnh vực nghệ thuật. Cha quê ở tỉnh Hà Nam; mẹ quê ở tỉnh Quảng Bình nhưng đã di cư vào miền Nam Việt Nam từ bé. Bà đam mê ca hát từ thuở nhỏ, và mẹ bà vẫn lén cho bà đi học thầy cổ nhạc dù rằng cha cấm đoán. Tuy vậy, Giao Linh tâm sự bà vẫn yêu thích tân nhạc hơn. 

### Trước 1975
Trong một chuyến đi chơi Đà Lạt vào năm 1965, khi Đỗ Thị Sinh bày tỏ ước muốn ca hát của mình với người bạn thân và xin tư vấn đặt nghệ danh thì người bạn gợi ý tên "Giao Linh" vì tin rằng "nghệ danh này sẽ gặp nhiều may mắn"; "Giao Linh" có ý nghĩa là "hai tâm hồn giao nhau".
Năm 1966, bà được người anh kết nghĩa là nhạc sĩ Ngọc An dẫn dắt vào làm ở hãng hàng không Air Vietnam ở vị trí nhân viên soát vé, khi nào đoàn văn nghệ của hãng thiếu người thì bà thế vào. 
Năm 1967, Giao Linh đại diện Air Vietnam tham dự chương trình văn nghệ do đoàn "Kim Hoàng - Như Mai” tổ chức. Lúc này, nhạc sĩ Thu Hồ nghe được giọng hát của Giao Linh và hẹn bà hôm sau lên hãng đĩa Continental của nhạc sĩ Nguyễn Văn Đông để thử giọng, mở ra cơ hội giúp Giao Linh ký được với hãng Continental hợp đồng thu đĩa độc quyền trong 3 năm. Bà luôn ghi ơn nhạc sĩ Nguyễn Văn Đông vì bản hợp đồng có giá trị lớn lao: 150.000 đồng, so với lương tầm trung là 4.600 đồng/tháng ở Air Vietnam trước đó, xét hoàn cảnh của một cô gái trẻ nhà bình dân lao động nghèo. Sau khi ký hợp đồng, nhạc sĩ Nguyễn Văn Đông gửi gắm bà cho nhạc sĩ Thái Ngọc Sơn kèm cặp thêm về nhạc lý. 
Chỉ 3 tháng đi hát, Giao Linh đã nổi tiếng, được báo chí đánh giá là "ca sĩ có đôi hài 7 dặm". Sánh vai với các đàn chị đã nổi tiếng trước đó nhiều năm. Hãng Continental lên chương trình đào tạo dành riêng cho bà, chọn lựa kĩ lưỡng những bài hát sao cho phù hợp với giọng hát của bà và thế là sau này phần lớn các bài hát đó đều gắn liền với sự nghiệp của Giao Linh như "Thầm kín", "Mùa sao sáng" (Nguyễn Văn Đông), “Niềm đau dĩ vãng” (Phượng Linh), "Một loài chim biển" (Nguyễn Vũ), "Không bao giờ quên anh" (Hoàng Trang), "Màu tím pensée" (Ngọc Sơn & Đài Phương Trang), "Nửa đêm khấn hứa" (Tuấn Hải),... Giao Linh từng kể rằng, nhạc sĩ Nguyễn Văn Đông đặt ra yêu cầu rất khắt khe, có lần yêu cầu bà phải thu âm ca khúc “Chiều mưa biên giới” của ông đến 48 lần đến khi thu đạt mới thôi. Ngoài lĩnh vực tân nhạc, Giao Linh từng dành 2 năm để học cổ nhạc theo mong muốn của nhạc sĩ, song bà cho rằng mình "không có duyên" với thể loại này.
Năm 1970, hết hạn hợp đồng, Giao Linh tiếp tục cộng tác thêm với nhiều hãng băng đĩa khác. Tuy nhiên, bà vẫn cộng tác với nhạc sĩ Nguyễn Văn Đông ở cả 2 hãng dĩa Continental và hãng dĩa Sơn Ca, được hãng Sơn Ca làm cho băng nhạc Sơn Ca 6 với độc quyền một tiếng hát Giao Linh. Đây được cho là thời kỳ đỉnh cao trong sự nghiệp của bà.

### Sau 1975
Năm 1982, Giao Linh rời Việt Nam sang Canada để đoàn tụ với gia đình. Tiệm phở "Linh" ở Toronto là nguồn sống chính của gia đình bà. Bà kết hôn năm 1987 và về sau thì sang định cư ở San Jose, California, Hoa Kỳ. Bà đi hát nhiều nơi và thu âm nhiều băng đĩa cho các trung tâm ca nhạc, ngoài ra có các CD với nhãn hiệu Trung tâm Băng nhạc Giao Linh (Giao Linh Productions) của chính bà tại Westminster, California. 
Năm 1987, có người quen đưa một cuốn băng ca sĩ Tuấn Vũ cho bà nghe. Thấy đặc biệt nên bà hẹn gặp ông, để rồi Giao Linh tự gom góp tài chính thu một cuốn băng song ca với Tuấn Vũ tựa là Đôi mắt người xưa. Băng bán rất chạy, đại lý khắp nơi hỏi làm bà trả lời không xuể. Sau Giao Linh nhượng lại bản quyền cho trung tâm Giáng Ngọc, và băng đĩa Đôi mắt người xưa bán được hàng chục ngàn bản ngay lần in đầu.
Năm 2001, Giao Linh trở về Việt Nam biểu diễn. Tương tự hồi ở Canada, bà cũng mở một quán phở ở Quận 10 nhưng quán đã ngưng phục vụ do Giao Linh quá bận rộn với công việc. Ghi chú thêm rằng trước năm 1975, địa chỉ của Giao Linh ở đường Nguyễn Kim, cũng thuộc Quận 10, Sài Gòn. Cho đến nay, giọng ca Giao Linh vẫn tiếp tục phục vụ khán thính giả yêu nhạc khắp mọi nơi, tham gia một số chương trình truyền hình và các hoạt động từ thiện giúp đỡ đồng bào mình.
Trong đời Giao Linh có ba người thầy lớn là nhạc sĩ Thu Hồ, Nguyễn Văn Đông và Ngọc Sơn. Giao Linh quan niệm:
| “ | Theo tôi, đường ca hát thấy dài mà ngắn, đạo đức cư xử với mọi người xung quanh mới là con đường dài, (...) tôi vẫn nhớ lời dạy của nhạc sĩ Thu Hồ: "Nghề ca hát này đa đoan lắm, có tài mà thiếu đức là không lâu dài...". Tôi nghĩ mình có được ngày hôm nay chính là luôn luôn khắc ghi câu nói ấy. | ” |

### Cuộc sống riêng
Giao Linh và chồng từng gặp gỡ nhau từ năm bà mới 17 tuổi, nhưng phải đến 20 năm sau thì hai ông bà mới về chung tổ ấm. Tuy không làm văn nghệ nhưng chồng Giao Linh là người sẻ chia, đồng cảm với bà trong bước đường nghệ thuật. Dù Giao Linh không có con ruột nhưng bà và các con riêng của chồng đều dành những tình cảm tốt đẹp cho nhau. Bà có quan hệ rất thân thiết với Phi Nhung.

## Chương trình truyền hình
| - Solo cùng Bolero (2015 - 2017) - Tình Bolero (2015 - 2016) - Ca sĩ giấu mặt (2017) - Hãy nghe tôi hát (2016 - 2023) - Sao nối ngôi (2018) | - Chân dung cuộc tình (2018) - Thần tượng Bolero (2019) - Người kể chuyện tình (2019) - Ký ức vui vẻ (2019) |

## Danh mục băng, đĩa

### Trước năm 1975
Dưới đây là danh sách chưa đầy đủ liệt kê tên các băng magnetophon (tức băng ma-nhê, băng reel, băng cối) và băng cassette, chưa liệt kê các dĩa hát có bài hát do Giao Linh trình bày (liệt kê theo tên băng).
Băng
| - Continental: - Continental 1: Một bông hồng cho tình yêu - Continental 5: Quê hương tìm lại ngày vui - Continental: Nhạc hồng tình yêu - Diễm Ca - Diễm Ca 2 - Kim Đằng: - Kim Đằng 1 (1973) - Kim Đằng 2 - Kim Đằng 3 - Kim Đằng 4 - Kim Đằng 5 - Kim Đằng: Tình ca nhạc tuyển 1 (1974) - Nguồn Sống (Shotguns): - Shotguns 7: Yêu (1970) - Nguyên Thảo: - Nguyên Thảo 1 - Nguyên Thảo 2 - Nguyên Thảo 3 - Nghệ thuật Tâm Anh: - Nghệ thuật 2: Những chuyện tình không dĩ vãng (1970) - Nghệ thuật 3: Những chuyện tình không hối tiếc - Đoạn kết những chuyện tình (nhạc tuyển của nhóm Nghệ thuật) - Nhã Ca: - Nhã Ca 7 - Nhã Ca 9: Ngày về kẻ bụi đời - Phạm Mạnh Cương: - Phạm Mạnh Cương 2: Hoa với nghệ sĩ (1970) - Premier: - Premier 1: Tìm về kỷ niệm (1971) - Premier 2: Một thuở yêu nhau (1972) - Premier 3: Thuở ban đầu (1972) - Premier 4: Kể chuyện tình yêu (1973) - Premier 5: Quê hương và người tình - Premier 6: Những chuyện tình khắc khoải dở dang | - Quê hương Việt Nam, chủ đề Thanh bình về với quê hương - Song Ngọc: - Song Ngọc 1 (1973) - Song Ngọc 2 (1973) - Song Ngọc 3 (1973) - Song Ngọc 4 (1973) - Song Ngọc Xuân: Mùa xuân hạnh phúc (1973) - Sóng Nhạc 1 (1973) - Sơn Ca: - Sơn Ca 1: Những chuyến đi mùa ly loạn (1971) - Sơn Ca 2: Xuân 72 - Xuân hạnh phúc, xuân nhớ nhau (1972) - Sơn Ca 3: Mừng Giáng Sinh, tình yêu và thanh bình (1972) - Sơn Ca 6: Giao Linh (riêng giọng hát Giao Linh) - Thương Ca: - Thương Ca 1 - Thương Ca 6 - Thương Ca 7 - Thương Ca 8 - Thương Ca 9 (1974) - Thương Ca nhạc tuyển - Trường Hải: - Trường Hải 3 (1970) - Trường Hải 4 - Trường Hải 6 - Trường Hải 7 - Trường Hải 9 - Trường Hải 10 - Trường Hải 14: Chương trình khiêu vũ - Trường Hải 16 - Trường Sơn: - Trường Sơn 3: Người tình và quê hương - Trường Sơn 7: Quê hương - Mùa trăng - Mùa thu |

Dĩa
Rất nhiều dĩa hát của các hãng Continental, Sơn Ca, Capitol,...

### Sau năm 1975
Dưới đây là danh sách chưa đầy đủ liệt kê tên các băng cassette và CD mà số bài hát do Giao Linh trình bày (đơn ca hay song ca) chiếm từ một nửa trở lên so với tổng số bài (liệt kê theo hãng sản xuất/phát hành).

#### Hải ngoại
- Giao Linh 1: Trường Hải 3 - Tiếng xưa (1983) [11]
- Giao Linh 2: Trường Hải 5 - Lòng mẹ (1984) [12]
- Giao Linh 3: Trường Hải 14 - Yêu người như thế đó (1985) [13]
- Giao Linh 4: Thanh Lan 21 - Thương muộn (1985)
- Giao Linh 5: Làng Văn 28 - Màu tím penseé (1987) (Làng Văn CD 161 - Nó và tôi) [14]
- Giao Linh: Đôi mắt người xưa (1987) với Tuấn Vũ
- Giao Linh 6: Tâm sự với anh (1988) [15] (Phượng Hoàng 4)
- Giao Linh 7: Cuối nẻo đường tình (1990) [16]
- Giao Linh 8: Đêm ru điệu nhớ (1991) [17]
- Giao Linh 9: Ngày con về (1992) với Duy Khánh, Việt Dzũng, Phượng Vũ [18]
- Giao Linh 10: Ngày buồn (1993) với Phượng Vũ [19]
- Giao Linh 11: Đò tình (1994) [20]
- Giao Linh 12: Đôi ngả chia ly (1994) với Trường Hải [21]
- Giao Linh 14: Giọng ca dĩ vãng (1995) [22]
- Giao Linh 15: Những đứa con của mẹ (1996) [23]
- Giao Linh 16: Mùa sao sáng (1996) với nhiều ca sĩ [24]
- Giao Linh 17: Rước xuân về nhà (1997) với nhiều ca sĩ [25]
- Giao Linh 18: Do You Miss Me (199?) Jenny Hiền
- Giao Linh 19: You'll See (199?) Lilian, Thiên Kim, Đặng Lý, Alan Khôi
- Đại Dương 1 - Chuyện tình dở dang (1998) với Hương Lan, Hà Duy [26]
- Đại Dương 2 - Tình thu xưa (199?) với Huy Tâm [27]

Trung tâm Trường Hải:
- Trường Hải 15: Khổ qua - Nhạc yêu cầu (1986) với Trường Hải
- Trường Hải Productions 2: Mũi tên tình ái (1994) với Trường Hải
- Trường Hải Productions 4: Hận tình sử (1994) với Trường Hải
- Mây Tím CD 2: Sương trắng miền quê ngoại (1995) (tái bản Trường Hải Productions 2)
- Giáng Ngọc CD: Những chuyện tình ngang trái (1996) (tái bản Trường Hải Productions 4)

Trung tâm Giáng Ngọc:
- Giáng Ngọc 27 - Hồn trinh nữ (1987) với Thanh Tuyền, Hương Lan [28]
- Giáng Ngọc 47 - Hồn trinh nữ 2 (1988) với Thiên Trang, Hương Lan
- Giáng Ngọc 52 - Tình ngoại ô (1988) với Tuấn Anh, Tuấn Vũ [29]
- Giáng Ngọc 55 - Đôi mắt người xưa (1988) tái bản
- Giáng Ngọc 62 - Ngỏ ý (1988) với Tuấn Vũ [30]
- Giáng Ngọc 66 - Anh ở đâu (1988) với Phượng Mai
- Giáng Ngọc 79 - Ai cho tôi tình yêu (1989) với Thiên Trang, Tuấn Vũ [31]
- Giáng Ngọc 97 - Tình sầu biên giới (1989) với Thanh Tuyền, Tuấn Vũ
- Giáng Ngọc 123 - Đêm gọi người yêu (1991) với Anh Vũ
- Giáng Ngọc 135 - Giọt buồn không tên (1991) với Phượng Mai, Anh Vũ
- Giáng Ngọc 147 - Em sắp về chưa (1992) với Tuấn Vũ [32]

Trung tâm khác:
- Ca Dao 19 - Cơn mê tình ái (1997) với Trường Vũ
- Dân Chúa - Hồng ân Thiên Chúa (1987)
- Đời 21 - Mỹ nhân (1988) với Thanh Tuyền, Hương Lan
- Đời 26 - Nếu đời không có anh (1988) với Tuấn Vũ, Sơn Tuyền
- Làng Văn 23 - Áo em chưa mặc một lần (1987) với Chế Linh [33]
- Làng Văn 70 - Đêm tâm giao (1988) với Hương Lan, Tuấn Vũ [34]
- NĐBD 15 - Mơ hoa (1988) với Tuấn Vũ, Hưong Lan, Nhật Linh
- Phượng Nga 7 - Bơ vơ ngõ hẹn hò (1992) với Thế Anh, Lưu Hồng, Carol Kim
- Thanh Hằng 2 - Ru anh (1994) với Hương Lan
- Thanh Hằng - Định Mệnh Trong Tình Yêu (1994) với Tuấn Vũ
- Thanh Lan 107 - Tâm sự nàng Buram (1987) với Thanh Tuyền, Thanh Phong [35]
- Thúy Anh 4 - Thân phận (1987) với Thanh Tuyền, Băng Châu, Phượng Mai
- Thúy Anh 29 - Khu phố ngày xưa (1989) với Chế Linh, Băng Châu [36]
- Thúy Anh 33 - Ai khổ vì ai (1989) với Hương Lan, Như Mai
- Thúy Anh 49 - Sao chưa thấy hồi âm (1990) với Hương Lan, Anh Thoại, Lưu Hồng
- Trọng Hải - Một nửa vòng sầu với Trọng Hải, Bảo Yến
- Trường Thanh 15 - Hoa trắng thôi cài trên áo tím (1991) với Trường Thanh
- Trường Thanh Music - Tôi sợ tình yêu (2016) với Trường Thanh, Hưong Lan

Album tổng hợp:
- Ca Dao 69 - Những tình khúc bất hủ 1 (1999) [37]
- Ca Dao 126 - Những tình khúc bất hủ 2
- Ca Dao 180 - Chuyện một người đi (tái bản Phượng Hoàng 48)
- Làng Văn CD 103 - The best of Giao Linh (1991)
- Làng Văn CD 341 - Chuyến đò vĩ tuyến (2001 - 4 CDs)
- Phượng Hoàng 48 - Hai lối mộng (1993)
- Thái Lan CD - Đêm bơ vơ - Giao Linh nhạc tuyển (1995)
- Thúy Anh 121 - Đam mê (1996)

#### Việt Nam
- Rạng Đông: 
  - CD Đổi thay (Giao Linh & Tuấn Vũ)
  - CD Một lần lỡ bước (2001)
  - CD Tình hững hờ (2001)
- Hồng Lộc Film (phát hành):
  - CD Giao Linh Vol. 19: Hàn Mặc Tử (2010)
- Tuấn Trinh: 
  - CD Chuyến phà dĩ vãng (Giao Linh & Tiến Vinh; 2012)

## Thu hình

### Điện ảnh
- Chân trời tím (1971) — Vai gueststar

### Trung tâm Thúy Nga

#### Chương trìnhParis By Night
| STT | Tiết mục                                                    | Thể hiện với | Chương trình               | Năm  |
| --- | ----------------------------------------------------------- | --- | -------------------------- | ---- |
| 1   | Trả Lại Em (Lam Phương)                                     | đơn ca | Paris By Night 3           | 1986 |
| 2   | Chuyện Một Đêm (Anh Bằng)                                   | đơn ca | Giọt nước mắt cho Việt Nam | 1987 |
| 3   | Chiếc Bóng Công Viên (Phượng Linh)                          | đơn ca | Paris By Night 125         | 2018 |
| 4   | Khúc Tình Ca Hàng Hàng Lớp Lớp (Nguyễn Văn Đông)            | Hoàng Oanh, Thanh Tuyền, Vũ Khanh, Anh Khoa, Ý Lan, Anh Dũng, Don Hồ, Ngọc Anh, Minh Tuyết, Nguyễn Hồng Nhung, Thiên Tôn, Đình Bảo, Hương Thủy, Mai Thiên Vân, Lam Anh, Trần Thái Hòa, Hạ Vy, Khải Đăng, Hà Thanh Xuân, Châu Ngọc Hà | Paris By Night 125         | 2018 |
| 5   | LK Xuân Này Con Không Về & Mùa Xuân Của Mẹ (Trịnh Lâm Ngân) | Hoàng Oanh | Paris By Night 132         | 2022 |
| 6   | Hẹn Ước Đêm Xuân (Hoài Phương)                              | đơn ca | Paris By Night 138         | 2025 |

#### Chương trìnhThúy Nga Music Box
| STT | Tiết mục                                     | Thể hiện với           | Chương trình           | Năm  |
| --- | -------------------------------------------- | ---------------------- | ---------------------- | ---- |
| 1   | Đêm Buồn Phố Thị (Ngọc Sơn)                  | Hoàng Nhung            | Thúy Nga Music Box #33 | 2021 |
| 2   | Màu Tím Pensée (Ngọc Sơn & Đài Phương Trang) | đơn ca                 | Thúy Nga Music Box #33 | 2021 |
| 3   | Kể Từ Đêm Đó (Ngọc Sơn, Hoàng Trang)         | đơn ca                 | Thúy Nga Music Box #33 | 2021 |
| 4   | Gian Dối (Ngọc Sơn)                          | Như Quỳnh, Hoàng Nhung | Thúy Nga Music Box #33 | 2021 |
| 5   | Sắc Hoa Màu Nhớ (Vì Dân)                     | Phương Hồng Quế        | Thúy Nga Music Box #53 | 2022 |
| 6   | Khổ Qua (Hoàng Trang)                        | đơn ca                 | Thúy Nga Music Box #53 | 2022 |
| 7   | Thầm Kín (Phượng Linh)                       | đơn ca                 | Thúy Nga Music Box #53 | 2022 |
| 8   | Giờ Xa Lắm Rồi (Song Ngọc, Hoài Linh)        | đơn ca                 | Thúy Nga Music Box #53 | 2022 |
| 9   | Thương Muộn (Phượng Linh)                    | Phương Hồng Quế        | Thúy Nga Music Box #53 | 2022 |

### Trung tâm Mây
| STT | Tiết mục | Thể hiện với                 | Chương trình       | Năm  |
| --- | --- | ---------------------------- | ------------------ | ---- |
| 1   | Câu chuyện đầu năm (Hoài An)                                                                                 | đơn ca                       | Hollywood Night 18 | 1999 |
| 2   | LK Một Mẹ Trăm Con (Phạm Duy), Lý Cây Đa, Lý Tình Tang, Lý Chim Quyên, Những Nẻo Đường Việt Nam (Thanh Bình) | Chế Linh, Ý Lan, Thiên Trang | Hollywood Night 19 | 1999 |

### Trung tâm Mưa Rừng
| STT | Tiết mục                          | Thể hiện với | Chương trình | Năm  |
| --- | --------------------------------- | ------------ | ------------ | ---- |
| 1   | Tâm Sự Với Anh (Hoàng Trang)      | đơn ca       | Mưa Rừng 4   | 2013 |
| 2   | Ai cho tôi tình yêu (Trúc Phương) | đơn ca       | Mưa Rừng 7   | 2014 |
| 3   | Mưa Nửa Đêm (Trúc Phương)         | đơn ca       | Mưa Rừng 8   | 2015 |

### Trung tâm Trường Thanh
| STT | Tiết mục                               | Thể hiện với                 | Chương trình           | Năm  |
| --- | -------------------------------------- | ---------------------------- | ---------------------- | ---- |
| 1   | Bừng sáng (Song Ngọc)                  | Lê Uyên, Lưu Hồng, Thanh Mai | Saigon-Paris-Hollywood | 1993 |
| 2   | Giọt lệ Vu Quy (Tuấn Khanh, Hoài Linh) | đơn ca                       | Trường Thanh 4         |      |
| 3   | Không bao giờ quên anh (Hoàng Trang)   | đơn ca                       | Trường Thanh           |      |
| 4   | Giọng ca dĩ vãng (Bảo Thu)             | đơn ca                       | Trường Thanh           |      |

### Trung tâm Vân Sơn
| STT | Tiết mục                       | Thể hiện với | Chương trình | Năm  |
| --- | ------------------------------ | ------------ | ------------ | ---- |
| 1   | Tâm sự với anh (Hoàng Trang)   | đơn ca       | Vân Sơn 52   | 2016 |
| 2   | Tuổi học trò (Minh Kỳ, Dạ Cầm) | đơn ca       | Vân Sơn 53   | 2017 |

### Jimmy TV
| STT | Tiết mục                            | Thể hiện với | Chương trình | Năm  |
| --- | ----------------------------------- | ------------ | ------------ | ---- |
| 1   | Gác Nhỏ Đêm Xuân (Minh Kỳ, Lê Dinh) | đơn ca       | Xuân Tin Yêu | 2021 |